# Paul Hatry
Pour les articles homonymes, voir Hatry.
Paul Hatry, né le 29 octobre 1929 à Francfort-sur-le-Main et mort le 16 août 2010 à Bruxelles, est un homme politique belge francophone, membre du Mouvement réformateur. Il fut gouverneur de la Banque mondiale.

## Biographie
Après des études secondaires à l'Athénée de Saint-Gilles, Paul Hatry s'inscrit à l'ULB en 1948. Il est licencié en sciences économiques et financières et ingénieur commercial Solvay (ULB) et professeur ordinaire à l'ULB.
Il est président et administrateur de sociétés, e.a. comme président de la Fédération pétrolière belge jusque 1988. Il a été président d'Alpha Global Securities, de SEFB Record Bank et administrateur de l'Union des entreprises de Bruxelles, d'Electrabel et de Philips Belgique. De 1961 à 1989, il fut membre du CA de la Fédération des industries belges et depuis 1981 de la Fédération des entreprises de Belgique.
Il commença sa carrière politique fin des années 1950 comme conseiller de cabinet, puis chef de cabinet adjoint du ministre des Affaires économiques et chef de cabinet du ministre-sous-secrétaire d'État à l'Énergie (1960-1961). De 1961 à 1994, il sera membre du Conseil central de l'économie et de 1976 à 1992 membre du Comité national de l'énergie, alors que de 1978 à 1982, il fut membre du Comité économique et social européen en tant que président de la Section de l'énergie et des affaires nucléaires. Il fut également président du Bureau politique énergétique de l’Union des industries de la Communauté européenne (UNICE).

## Carrière politique
- 1980 : remplace le ministre des Finances Robert Henrion (gouvernement Martens III)
- 1981-1985 et
- 1991-1995 : sénateur provincial de la Province de Brabant
- 1983-2000 : conseiller communal à Bruxelles-Ville
- 1983-1985 : ministre de la Région bruxelloise et président de l'Exécutif de la Région bruxelloise dans le gouvernement Martens V
- 1985-1991 : sénateur élu direct
  - membre du Conseil de la Communauté française
- 1995-1999 : sénateur coopté

## Distinctions

### Belgique
- Grand-croix de l’ordre de la Couronne
- Grand-croix de l'ordre de Léopold II
- Grand officier de l'ordre de Léopold
- Croix civique de 1re classe

### Dans le monde
- Croix médiane de l'ordre du Mérite  Hongrie
- Commandeur avec étoile de l'ordre du Mérite de la République de Pologne  Pologne
- Grand-croix de l'ordre du Mérite civil Simon Bolivar  Bolivie
- Grand officier de l'ordre de la Croix du Sud  Brésil
- Grand officier de l'ordre du Lion blanc ( République tchèque)
- Grand-croix de l'ordre du Mérite  Équateur
- Grand officier de l'ordre du Mérite de la République italienne  Italie
- Commandeur de l'ordre de l'Honneur hellénique  Grèce
- Commandeur de l'ordre de la Légion d'honneur  France[2]
- Commandeur de l'ordre d'Orange-Nassau  Pays-Bas
- Grand officier de l'ordre des Chevaliers de Rizal  Philippines
- Grand officier de l'ordre du Soleil  Pérou
- Grand-croix de l'ordre de Mérite du Grand-Duché de Luxembourg  Luxembourg
- Grand-croix de l'ordre du Mérite  Autriche
- Grand-croix de l'ordre du Mérite  Allemagne
- Grand-croix de l'ordre de l'Aigle aztèque  Mexique
- Grand-croix de l'Ordre du Libérateur Simon Bolivar  Venezuela
- Grand officier de l'Ordre national du Mérite  France
- Grand-croix de l'ordre d'Isabelle la Catholique  Espagne
- Grand-croix de l'ordre de San Carlos  Colombie
- Officier de l'ordre de la Couronne de chêne  Luxembourg
- Ordre du Prince Branimir avec collier  Croatie

## Sources
- Biographie sur le site du Sénat belge